# Ludvig Hallbäck
Ludvig Hallbäck (* 27. Oktober 2000 in Göteborg) ist ein schwedischer Handballspieler.

## Karriere

### Im Verein
Ludvig Hallbäck spielte zunächst für HK Aranäs, welcher von seinem Vater Jerry Hallbäck trainiert wurde. 2017 wechselte er gemeinsam mit seinem Vater zu Ystads IF HF, wo bereits sein Bruder Anton spielte. 2017 und 2018 wurde er jeweils für Juli/August als EHF Spieler des Monats ausgezeichnet. 2021 ging er nach Dänemark zu Bjerringbro-Silkeborg. Im Sommer 2024 wechselte er zum deutschen Erstligisten Frisch Auf Göppingen. Im April 2025 verletzte er sich am Ellenbogen und fällt damit die restliche Saison aus.

### In Auswahlmannschaften
Mit der schwedischen Jugend-Nationalmannschaft wurde er bei der U18-Europameisterschaft 2018 Europameister. Zudem wurde er Torschützenkönig des Turniers.

## Privat
Sein Vater Jerry Hallbäck und sein Bruder Anton Hallbäck spielen ebenfalls Handball.